# Procida Bucalossi
Procida Bucalossi (* 1832; † 1918) war ein englischer Komponist.
Bucalossi wurde als Komponist leichter Unterhaltungsmusik bekannt. Er wirkte bis 1881 als Dirigent am Prince of Wales Theatre. Für den Musikverlag Chappell & Co. verfasste er zahlreiche Tanzarrangements nach Operetten von Gilbert und Sullivan.
Mit Gaston Serpette, Edward Solomon und Georges Jacobi komponierte er 1880 die Operette Rothomago. 1882 wurde sein erfolgreichstes Werk aufgeführt, die Operette Les Manteaux Noirs. Der Theaterimpresario Richard D’Oyly Carte schätzte sie so hoch, dass er sich im Folgejahr die Aufführungsrechte für die britischen Kolonien und Amerika sicherte.
Bucalossi war der Vater von Ernest Bucalossi (Procida Ernest Luigi Bucalossi, Pseudonym Ernest Elton, 1863–1933), dem Komponisten des populären Charakterstückes The Grasshopper's Dance.
| Personendaten    | Personendaten        |
| ---------------- | -------------------- |
| NAME             | Bucalossi, Procida   |
| KURZBESCHREIBUNG | englischer Komponist |
| GEBURTSDATUM     | 1832                 |
| STERBEDATUM      | 1918                 |